# Наследство (фильм, 2025)
«Наследство» (англ. Inheritance) — американский шпионский триллер режиссёра Нила Бёргера по сценарию, написанному им в соавторстве с Оленом Стейнхауэром. Главные роли исполнили Фиби Дайневор и Рис Иванс. Премьера фильма состоялась 24 января 2025 года.

## Сюжет
Девушка оказывается втянутой в международный заговор после того, как узнаёт, что её отец — шпион.

## В ролях
- Фиби Дайневор — Майя
- Рис Иванс
- Киара Баксендейл
- Керсти Брайан
- Дэниел Джоуи Олбрайт
- Митчелл Хохман
- Маджд Ид
- Байрон Клохесси
- Салим Сиддики
- Хосе Альварес

## Производство
Сценарий написали Нил Бёргер и Олен Стейнхауэр, режиссёром стал Бёргер. Продюсерами фильма выступили Билл Блок и Чарльз Миллер, а также Бёргер. Фильм был разработан на основе идеи, возникшей у Бёргера во время пандемии Ковид-19, и имеет международный масштаб, фильм будет полностью снят на iPhone. Бёргер рассказывал, что использовал «экспериментальный стиль съёмки», при котором «не было ни ожидания установки камеры, ни проверок грима, ни репетиций. Мы приезжали на место и сразу же снимали столько, сколько могли за то время, которое у нас было. Это позволяло нам путешествовать с небольшой съёмочной группой».
В актёрский состав вошли Фиби Дайневор, Рис Иванс, Киара Баксендейл и Керсти Брайан, а также Дэниел Джои Олбрайт, Митчелл Хохман, Майд Ид, Байрон Клохесси, Салим Сиддики и Хосе Альварес.
Основные съёмки проходили в Нью-Йорке, Дели, Сеуле и Каире.
Премьера фильма состоялась 24 января 2025 года.